# UD Alzira
UD Alzira is een Spaanse voetbalclub uit Alzira in de regio Valencia. De club speelt in de Segunda División RFEF. Thuisstadion is het Estadio Luis Suñer Picó, dat 8.000 plaatsen heeft.

## Geschiedenis
UD Alzira werd opgericht in 1946. In het seizoen 1988/1989 speelde de club in de Segunda División A.  Ze eindigde achttiende van de twintig ploegen en kon zo haar behoud niet veilig stellen. Alle overige seizoenen was UD Alzira op lager niveau actief, waarvan zeven jaar in de Segunda División B. In 2008 promoveerde de club als kampioen van de Valenciaanse groep van de Tercera División via de play-offs naar de Segunda B. In 2009 degradeerde UD Alzira. Het verblijf in de Tercera División was van korte duur want Alzira werd tweede en kon zo weer promoveren naar de Segunda B.
Einde seizoen 2018-2019 volgde dan weer de degradatie naar de Tercera División.  Tijdens het overgangsjaar 2020-2021 speelde de ploeg subkampioen en kon zich zo vanaf seizoen 2021-2022 plaatsen voor de nieuwe Segunda División RFEF, het nieuwe vierde niveau van het Spaans voetbal.

## Bekende spelers
- José Francisco Molina